# 七支供養
七支供養 (梵語：सप्तविधानुत्तरपूजा，Saptavidhānuttarapūjā；藏語：yan lag bdun)，又稱七支行願，大乘佛教術語，源起於普賢菩薩法門。漢傳佛教為普賢十大願王，源自於《華嚴經》，而藏傳佛教則以七支供養為主。在藏傳佛教中，七支供養是由龍樹、寂天傳承，經阿底峽傳入西藏，是很重要的前行法，所有宗派在修法之前，都要誦唸七支供養儀軌，也是僧侶每日的功課。

## 概論
七支供養包括了：
- 頂禮（vandana）
- 供養（pūjana）
- 懺悔（deśana）
- 隨喜（modana）
- 請轉法輪（adhyeṣaṇa）
- 請佛住世（yācana）
- 迴向（nāmayamī）

另一版本為：禮拜（vandanā）、供養（pūjanā）、懺悔（pāpadeśanā）、隨喜（anumodanā）、勸請（adhyeṣaṇā，請佛說法及住世）、發願（bodhicittotpāda）、迴向（pariṇāmanā）。